# Мирон Кизический
Миро́н Кизи́ческий (греч. Μύρων; около 201—250) — христианский святой, почитается в лике святых как священномученик. Память в православной церкви — 17 (30) августа.

## Жизнеописание
Мирон жил в Ахайе в царствование императора Деция (249—251), когда проконсулом этой Римской провинции был Антипатр. Мирон происходил из богатого и почитаемого рода и был пресвитером местной церкви, славился кротким нравом и милосердием, питал любовь к Богу и людям.
По преданию, в 250 году в день праздника Рождества Христова Антипатр со своими слугами ворвался в церковь, где служил Мирон, чтобы схватить знатнейших из христиан и заставить их участвовать в языческих жертвоприношениях. Мирон, который был раньше другом Антипатра, обличал и укорял его. Антипатр велел схватить Мирона и устроил суд на агоре перед храмом Диониса. Он хотел под пытками заставить святого принести жертвы. После ужасных пыток, которые Мирон стойко перенёс, правитель повелел отвести Мирона в Кизик на допрос к императору. Чувствуя, что Мирон во всём его победил, Антипатр наложил на себя руки. Архонт Кизика, узнав о мученике, сразу приговорил его к отсечению головы.

## Память
- В православной церкви память Мирона Кизического совершается 17 (30) августа.

Мирону был посвящён придел в полковой церкви лейб-гвардии Егерского полка, чей полковой праздник совпадал с днём памяти святого.